# La Saussaye
La Saussaye is een gemeente in het Franse departement Eure (regio Normandië). De plaats maakt deel uit van het arrondissement Bernay. La Saussaye telde op 1 januari 2022 1.914 inwoners.

## Geografie
De oppervlakte van La Saussaye bedroeg op 1 januari 2022 3,53 vierkante kilometer; de bevolkingsdichtheid was toen 542,2 inwoners per km².

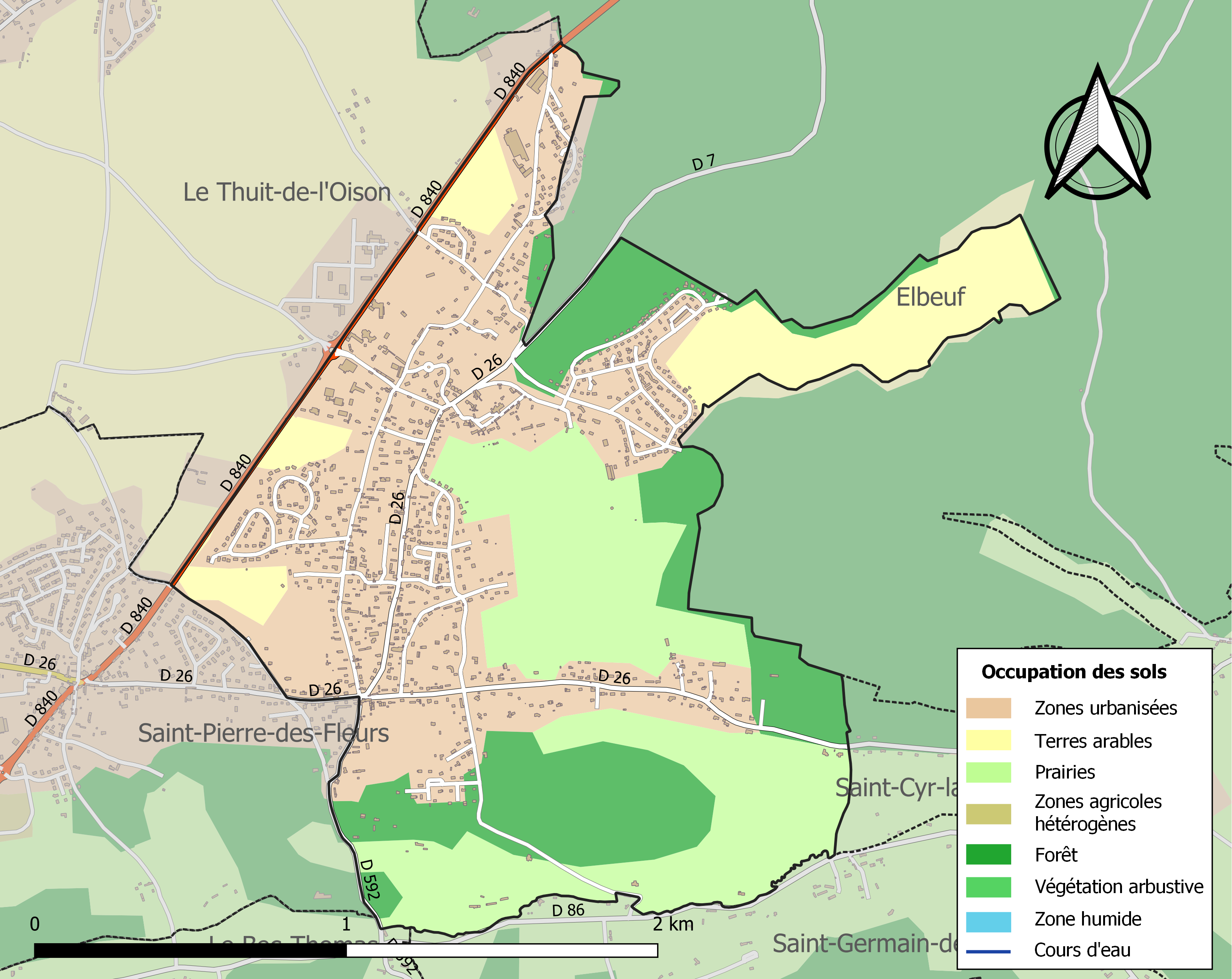
Kaart van de gemeente met belangrijkste infrastructuur, bodemgebruik en omliggende gemeenten

## Demografie
Onderstaande figuur toont het verloop van het inwonertal (bron: INSEE-tellingen).